# Fisklösen (Hjulsjö socken, Västmanland)
Fisklösen är en sjö i Hällefors kommun i Västmanland och ingår i Norrströms huvudavrinningsområde.